# Sinum perspectivum
Sinum perspectivum (denominada, em inglês, common Atlantic ear moon snail, white ear moon snail, baby ou baby's ear moon snail, ou white baby ear) é uma espécie predadora de molusco gastrópode marinho do oeste do oceano Atlântico, desde Maryland, nos Estados Unidos, até as Bermudas e a costa da América do Sul, em Santa Catarina, na região sul do Brasil; incluindo, sua distribuição geográfica, o golfo do México e o mar do Caribe. Pertence à família Naticidae da ordem Littorinimorpha. Foi classificada por Thomas Say, em 1831, com o nome Sigaretus perspectivus e com a sua localidade tipo em Nova Jérsei.

## Descrição da concha e hábitos
Concha branca de abertura ampla, brilhante e lisa; esculpida de finas linhas espirais. Espiral baixa e com até 5 centímetros de comprimento, quando desenvolvida; terminada em uma volta ampla. Por baixo não há o umbílico. Lábio externo fino e arredondado.
A espécie vive em águas de pouca profundidade, na zona entremarés, até os 70 metros, e em substrato arenoso. Pode ser avistada em recifes de coral ou manguezais. Em sua predação, principalmente de moluscos Bivalvia, ela pode atacar o gastrópode Siratus senegalensis.

## Uso humano
Sinum perspectivum é espécie alimentícia e que pode ser encontrada nos sambaquis brasileiros da região sudeste.

## SubfamíliaSininae
Os Naticidae da subfamília Sininae possuem espiral baixa e abertura ampla ou tão ampla a ponto de serem confundidos com abalones sem perfurações; possuindo conchas de formato auriforme (em forma de orelha). Possuem um opérculo córneo muito pequeno.